# La fille aux cheveux de lin
La fille aux cheveux de lin (La niña de los cabellos de lino) es una pieza musical compuesta por Claude Debussy. Es el octavo preludio del libro I de su obra de piezas para piano Preludios (1909 - 1910).
La fille aux cheveux de lin tiene una duración aproximada de dos minutos y medio. Es una de las piezas de Debussy más programada y grabada, tanto en su versión original, como con diversas adaptaciones. Debussy utilizó para la composición la tonalidad de sol bemol mayor.